# Алис (ЮАР)

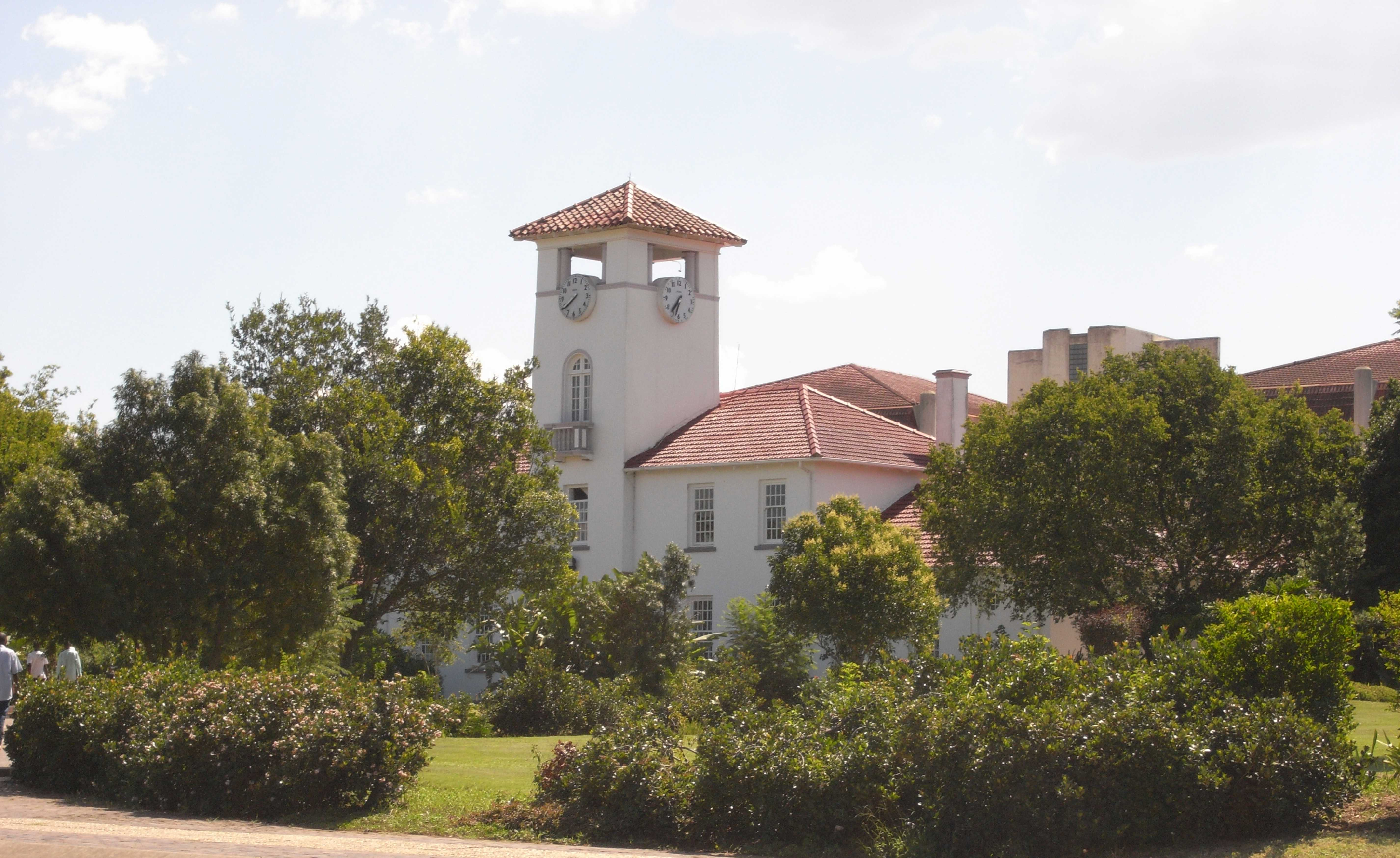
Старое здание Форт-Хэра

А́лис (англ. Alice) — город в Восточно-Капской провинции ЮАР. Назван в честь принцессы Алисы, дочери британской королевы Виктории.
Многие из нынешних политических лидеров ЮАР обучались в расположенном здесь Университете Форт-Хэр — в их числе бывший президент Нельсон Мандела. Университет также является архивом документов Африканского национального конгресса и содержит одну из крупнейших коллекций африканского искусства.
На окраине города находится больница Виктории — это крупная районная больница, которая в 2006—2011 прошла капитальную реконструкцию и переоснащение на средства правительства Восточно-Капской провинции.

## История
Первоначально посёлок назывался Ловдейл (англ. Lovedale), буквально — «Долина Лов». Так его назвали поселившиеся здесь с 1824 г. европейские миссионеры в честь д-ра Джона Лова из Миссионерского общества Глазго.
Во время Приграничной войны посёлок был заброшен, а миссия переселилась на западный берег реки en:Tyhume River. На восточном берегу был построен форт под названием Форт-Хэр (англ. Fort Hare, в честь генерал-майора Джона Хэра, исполнявшего обязанности лейтенант-губернатора Восточного Капа.
До пересмотра административно-территориального деления ЮАР Алис был административным центром округа Виктория-Ист.